# Dabia
Dabia est une localité et une commune rurale malienne de l'arrondissement central de Kéniéba dans le cercle de Kéniéba et la région de Kayes.

## Villages
La commune s'étend sur 11 localités relevées lors du recensement général de 2009. 
Les villages les plus peuplés sont :
- Dabia (4 190 habitants)
- Diabarou (2 413 habitants)
- Sokondo (2 144 habitants)

En 2023, la loi 2023-007 attribue à la commune 13 villages, fractions ou quartiers.
- Dabia
- Dandouko
- Gambali
- Sélingouma
- Bindangalan
- Binéa
- Sokondo
- Konlomba 1
- Mankouké
- Diabarou
- Sékotoko Mamba
- Bandiongna
- Kontéa

## Lien
- Plan de sécurité alimentaire - Commune rurale de Dabia - 2007-2011, Reliefweb.